# Liste du patrimoine immobilier classé de Rebecq
Cette page regroupe l'ensemble du patrimoine immobilier classé de la commune belge de Rebecq.
| Objet | Année de construction / Architecte | Adresse | Section communale | Coordonnées                      | Numéro d’inventaire | Illustration |
| --- | ---------------------------------- | ------- | ----------------- | -------------------------------- | ------------------- | --- |
| Certaines parties de l'hospice, à savoir: la grange, la chapelle, les façades et toitures de la maison de l'Aumônier, l'aile ancienne et le bâtiment du XVIIe siècle situé face à la chapelle à Rebecq-Rognon            |                                    |         |                   | 50° 39′ 46″ nord, 4° 07′ 59″ est | 25123-CLT-0001-01   | Certaines parties de l'hospice, à savoir: la grange, la chapelle, les façades et toitures de la maison de l'Aumônier, l'aile ancienne et le bâtiment du XVIIe siècle situé face à la chapelle à Rebecq-Rognon            |
| Orgues de l'église Saint-Martin, à Quenast |                                    |         |                   | 50° 40′ 19″ nord, 4° 09′ 23″ est | 25123-CLT-0003-01   | Image manquanteTéléverser |
| Les deux moulins d'Aremberg à Rebecq-Rognon, leurs machineries et les vannes qui les relient (M) ainsi que l'ensemble formé par ces deux moulins et les terrains environnants (S)                                        |                                    |         |                   | 50° 39′ 48″ nord, 4° 07′ 54″ est | 25123-CLT-0004-01   | Les deux moulins d'Aremberg à Rebecq-Rognon, leurs machineries et les vannes qui les relient (M) ainsi que l'ensemble formé par ces deux moulins et les terrains environnants (S)                                        |
| Le presbytère de Bierghes (y compris le four, l'atelier et le mur d'enceinte) (M) ainsi que l'ensemble formé par le promontoire comprenant l'église Saint-Martin, le cimetière, le presbytère, la ferme et son accès (S) |                                    |         |                   | 50° 42′ 06″ nord, 4° 08′ 42″ est | 25123-CLT-0005-01   | Le presbytère de Bierghes (y compris le four, l'atelier et le mur d'enceinte) (M) ainsi que l'ensemble formé par le promontoire comprenant l'église Saint-Martin, le cimetière, le presbytère, la ferme et son accès (S) |
| Les façade et toiture de l'immeuble sis Grand Place, n°2 à Rebecq, ainsi que le perron et le trottoir en petits pavés |                                    |         |                   | 50° 39′ 54″ nord, 4° 07′ 54″ est | 25123-CLT-0006-01   | Les façade et toiture de l'immeuble sis Grand Place, n°2 à Rebecq, ainsi que le perron et le trottoir en petits pavés |
| Château d'Arenberg, la ferme attenante et l'ancien moulin à eau proche (EA) ensemble formé par ces bâtiments et les terrains avoisinants (S) ainsi qu'une zone de protection (ZP)                                        |                                    |         |                   | 50° 41′ 11″ nord, 4° 07′ 46″ est | 25123-CLT-0009-01   | Image manquanteTéléverser |
| Les façade et toiture de l'immeuble sis Grand Place, n°3 à Rebecq, ainsi que le perron et le trottoir en petits pavés |                                    |         |                   | 50° 39′ 54″ nord, 4° 07′ 54″ est | 25123-CLT-0010-01   | Les façade et toiture de l'immeuble sis Grand Place, n°3 à Rebecq, ainsi que le perron et le trottoir en petits pavés |